# Wyrostki pyloryczne

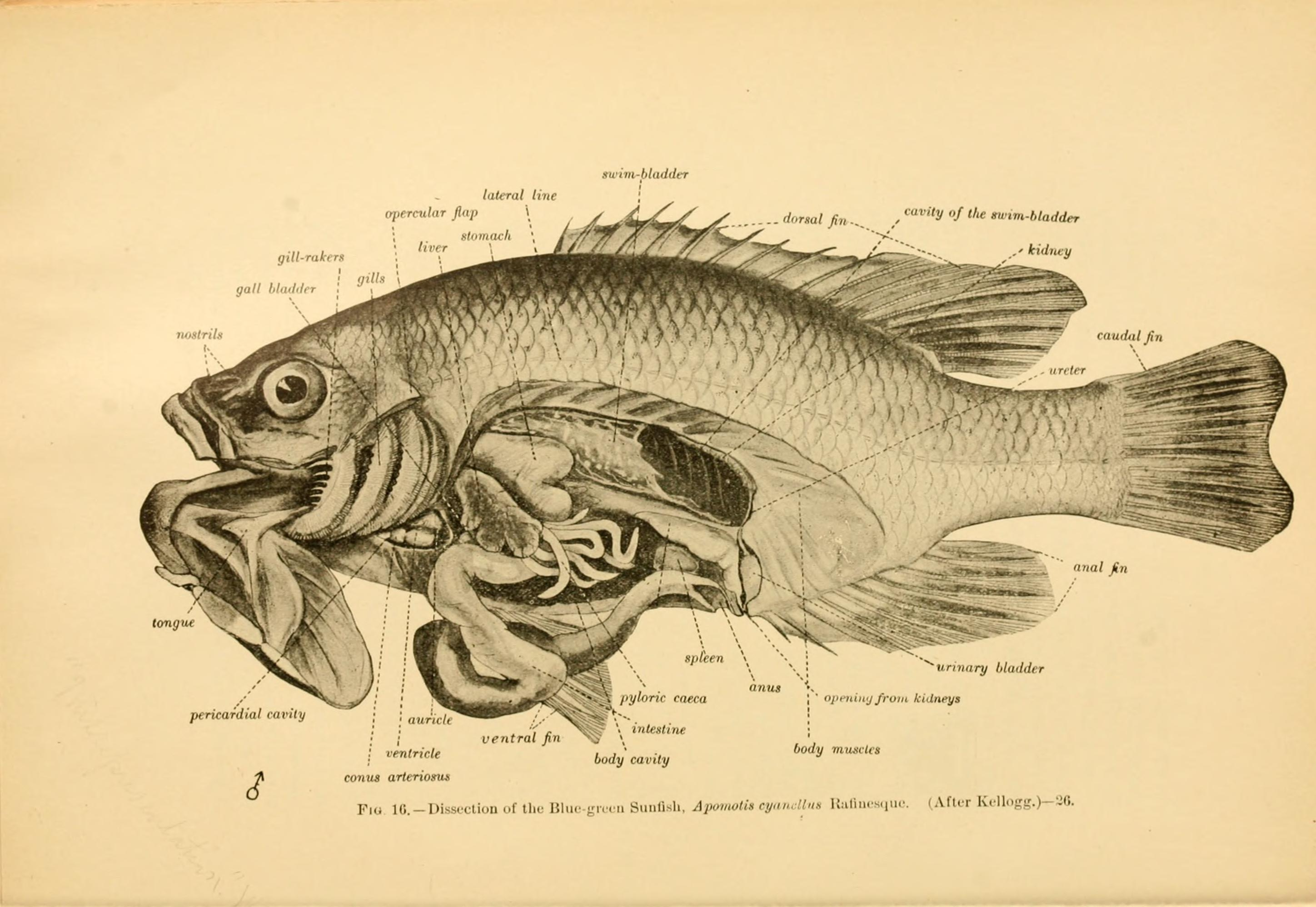
Wyrostki pyloryczne (ang. pyloric caeca) u Lepomis cyanellus

Wyrostki pyloryczne, wyrostki odźwiernikowe (łac. appendices pyloricae, ang. pyloric caeca) – narząd występujący u ryb, położony przy połączeniu jelita środkowego, które rozpoczyna zwieracz odźwiernikowy, z żołądkiem. Są to ślepo zakończone uwypuklenia rurkowatego, cewkowatego kształtu. Ich liczba, długość i kształt są różne u poszczególnych gatunków, dlatego też stanowią ważną cechę merystyczną (cechę przeliczalną budowy anatomicznej ryb, biorącą udział przy określaniu taksonów na poziomie gatunku lub wewnątrz niego).
Fizjologiczna rola tych wyrostków nie została dokładnie poznana. Wiadomo, że wydzielają enzymy ułatwiające trawienie i prawdopodobnie mogą wchłaniać strawiony pokarm, dzięki czemu zwiększa się powierzchnia chłonna jelita. To z kolei sprzyja lepszemu przedostawaniu się składników odżywczych do układu krwionośnego. Wyrostki te są narządem charakterystycznym tylko dla ryb, nie są obecne u żadnych innych kręgowców.
Ich występowanie nie jest jednak u ryb powszechne. Wyrostków pylorycznych nie mają ryby pozbawione żołądka. Również nie u wszystkich ryb, które żołądek mają, te wyrostki są obecne (np. u szczupaka pospolitego Esox lucius). Ich liczba jest charakterystyczna dla poszczególnych gatunków i może wynosić od jednego (np. u żabnicy Lophius piscatorius czy tobiasza Ammodytes tobianus) do kilkuset (np. u witlinka Merlangius merlangus – 900).
Wyrostki pyloryczne mogą być niezależnymi, osobnymi wypustkami, a mogą również łączyć się. U ryb jesiotrowatych wypustki te zrastają się ze sobą, uchodząc do jelita wspólnym, szerokim kanałem.